# Haldenbach (Blinde Rot)
Der Haldenbach ist ein etwa drei Kilometer langer Waldbach der Ellwanger Berge im Ostalbkreis im nordöstlichen Baden-Württemberg, der nach südwestlichem Lauf gegenüber der Papiermühle der Gemeinde Adelmannsfelden von links in die untere Blinde Rot mündet.

## Geographie

### Verlauf
Der Haldenbach entsteht am Südostfuß des 569,5 m ü. NHN hohen Schönbergs, der höchsten Erhebung der Ellwanger Berge, nahe beim Hof Schönberger Hof der Gemeinde Neuler. Die Quelle liegt auf etwa 492 m ü. NHN an der Südseite der L 1073 Ellwangen–Adelmannsfelden kurz nach deren Kreuzung mit der K 3234 Hohenberg–Leinenfirst in einer bewaldeten Mulde. In dieser sich zu einer Klinge entwickelnden Talrinne läuft der Bach in etwas wechselnder Richtung insgesamt etwa südwestwärts und nimmt dabei von beiden Seiten einige Hangquellabflüsse und meist namenlose Bäche auf, von denen vor allem die linken Waldbäche von der Stufenkante zur Hochebene um Leinenfirst her vergleichsweise lang sind. Auf der rechten Seite ist dagegen über der Talrinne die Landschaft meist offen, einen großen Teil davon nimmt der Siedlungsbereich des Neuler Weilers Gaishardt ein. Nach seinem fast bis zuletzt im Wald und auf Neuler Gemarkung verlaufenden Weg auch durch zwei kleine Stauteiche am Mittellauf fließt der Haldenbach auf 397,7 m ü. NHN von links gegenüber der Papiermühle von Adelmannsfelden in die untere Blinde Rot ein.
Der Haldenbach mündet nach einem 3,1 km langen Lauf mit mittlerem Sohlgefälle von etwa 31 ‰ rund 94 Höhenmeter unterhalb seines Ursprungs.

### Einzugsgebiet
Der Haldenbach hat ein 2,9 km² großes Einzugsgebiet, das naturräumlich gesehen an dessen Südrand im Unterraum Ellwanger Berge der Schwäbisch-Fränkischen Waldberge liegt. Die im Südosten angrenzende Hochfläche um Leinenfirst gehört dagegen schon zum Unterraum Platte von Neuler des Östlichen Albvorlandes. Der höchste Punkt an der Nordspitze auf dem südlichen Hochflächenausläufer des Schönbergs erreicht etwa 561 m ü. NHN, die Stufenkante im Südosten auf der Höhe wenig westlich von Leinenfirst etwa 543 m ü. NHN.
Reihum grenzen die Einzugsgebiete der folgenden Nachbargewässer an:
- Im Nordwesten fließt ein erst tief in der Talsteigenklinge der L 1073 entstehender, kurzer und namenloser Bach westwärts zur Blinden Rot etwas aufwärts der Haldenbach-Mündung;
- im Nordnordwesten liegt am Südwestfuß des Schönbergs das Quellgebiet des demgegenüber längeren Geißbachs, der noch weiter aufwärts nach Westen zum Kocher-Zufluss Blinde Rot strebt;
- im Nordosten liegt am Ostfuß des Schönbergs das Quellgebiet des Frankenbachs, der auf seinem südöstlichen Lauf die Hangbäche von der anderen Seite der Hochebene um Leinenfirst aufnimmt und dann als Sizenbach die Jagst speist;
- im Süden läuft jenseits des niedrigeren Höhenrückens, auf dem der Neuler Haldenhof steht, der Klingenbach, zweiter an ihr seines Namens, nun etwas abwärts der Mündung zur Blinden Rot;
- an der Südwestseite laufen nur kurze, ebenfalls namenlose Hanggerinne zu dieser.

Fast das ganze obere Einzugsgebiet, ausgenommen nur eine kleine Rodungsinsel um den Schönberger Hof, sowie die Talmulde des Haldenbachs und fast seine ganze linke Talhälfte, hierbei ausgenommen nur den schmalen, sich zum Tal her neigenden Streifen am Rand der Hochfläche um Leinenfirst und die schmale Kammhöhe um den Haldenhof, sind mit Wald bestanden. Der kleinere rechte Teil des Einzugsgebietes ist im mittleren und unteren Teil auf der Hochfläche meist offen, es dominieren dort Wiesen und Weiden gegenüber wenigen Äckern.
Die Siedlungsplätze im Gebiet sind der Hof Schönberger Hof am Nordrand, der Weiler Gaishardt rechts über dem Tal, welcher fast vollständig diesseits der Wasserscheide liegt, und der Haldenhof auf der südlichen Wasserscheide. Alle liegen, ebenso wie der Weiler Leinenfirst auf der Hochebene wenig jenseits der östlichen Wasserscheide, in der Gemarkung der Gemeinde Neuler, die fast das gesamte Einzugsgebiet umfasst, ausgenommen nur einen kleinen Mündungszwickel Adelmannsfeldener Gemeindegebietes um die am Gegenufer der Blinden Rot stehende Papiermühle.

### Zuflüsse und Seen
Liste der Zuflüsse und  Seen von der Quelle zur Mündung. Gewässerlänge, Seefläche, Einzugsgebiet und Höhe nach den entsprechenden Layern auf der Onlinekarte der LUBW. Andere Quellen für die Angaben sind vermerkt.
Ursprung des Haldenbachs auf etwa 492 m ü. NHN südöstlich-unterhalb von Neuler-Schönberger Hof jenseits der L 1073 Ellwangen–Adelmannsfelden im Wald.
- (Zufluss), von rechts und Norden auf etwa 465 m ü. NHN zwischen den Waldgewannen Brunnen und Buchen, ca. 0,4 km[LUBW 7] und unter 0,1 km². Entspringt auf etwa 525 m ü. NHN einer Quelle wenig westlich des Schönberger Hofs. Am Oberlauf teilweise kein offener Lauf.
- (Zufluss), von links und Osten auf etwa 457 m ü. NHN gegenüber dem Süden des Gewanns Buchen, ca. 0,4 km[LUBW 7] und unter 0,1 km². Entsteht auf etwa 510 m ü. NHN im Norden des Waldgewanns Brandberg. Abschnittsweise unbeständig.
- (Zufluss aus dem Ödengern), von rechts und Nordwesten auf etwa 440 m ü. NHN kurz vor dem folgenden, ca. 0,4 km[LUBW 7] und ca. 0,2 km². Entsteht auf etwa 475 m ü. NHN im Gewann Ödengern nahe den Gewerbegebäuden von Neuler-Gaishardt an der L 1073. Abschnittsweise unbeständig.
  -  Näher an diesen Gebäuden liegt etwas oberhalb des Ursprungs ein Teich auf etwa 477 m ü. NHN, unter 0,1 ha.[LUBW 8]
  -  Durchfließt auf etwa 453 m ü. NHN im bewaldeten unteren Teil seines Tals einen Teich, unter 0,1 ha.
- Durchfließt auf etwa 439 m ü. NHN einen Teich östlich des Höhengewanns Sturz, etwas über 0,1 ha.
- Durchfließt auf etwa 436 m ü. NHN einen Teich wenig vor dem folgenden, über 0,1 ha.
- (Waldbach aus dem Weidenbrand), von links und Osten auf 432,6 m ü. NHN[LUBW 2] östlich von Gaishardt, 0,8 km und ca. 0,6 km². Entsteht auf bis etwa 535 m ü. NHN im Waldgewann Weidenbrand wenig unterhalb des oberen Waldrands zum offenen Gewann Steinäcker.
  -  Durchfließt auf etwa 445 m ü. NHN einen hinter einer Waldwegserpentine angestauten Teich, unter 0,1 ha.
- (Waldbach aus der Mahd), von links und Osten auf etwa 425 m ü. NHN kurz vor dem nächsten, 0,6 km und ca. 0,4 km². Entsteht auf etwa 472 m ü. NHN im Waldgewann Mahd.
- Haldenbach, von rechts und Westnordwesten auf etwa 423 m ü. NHN, 0,4 km und ca. 0,2 km². Entsteht auf etwa 458 m ü. NHN nahe bei Gaishardt in der auf dem Grund bewaldeten Mulde Hofwiesen, die von der Gaishartder Hauptstraße in einem Bogen nach Westen umlaufen wird.
- (Waldbach aus dem Haldenholz), von links und Ostsüdosten auf etwa 414 m ü. NHN, ca. 0,5 km[LUBW 7] und 0,2 km². Entsteht auf etwa 455 m ü. NHN im Waldgewann Haldenholz.
  -  Durchfließt auf etwa 425 m ü. NHN einen hinter einer Waldwegserpentine angestauten Teich nördlich-unterhalb des Neuler Gehöfts Haldenhof, unter 0,1 ha.

Mündung des Haldenbachs von links und Nordosten auf 397,7 m ü. NHN gegenüber Adelmannsfelden-Papiermühle in die untere Blinde Rot. Der Haldenbach ist 3,1 km lang und hat ein 2,9 km² großes Einzugsgebiet.

## Geologie
Das Einzugsgebiet des Haldenbachs liegt größtenteils im oberen Mittelkeuper, die größten Höhen reichen aber über dessen höchste Schicht Knollenmergel (Trossingen-Formation) bis in den unteren Schwarzjura. Dessen oberste lokal auftretende Schicht, der Angulatensandstein, wird am Ostrand des Einzugsgebietes erreicht, an der Höhengrenze zur Platte von Neuler nahe Leinenfirst. Nach Norden zu läuft diese Hochebene flach und schmal aus, dort östlich des Oberlaufs liegt auf ihr Psilonotenton, der auch die höchsten Lagen des Schönbergs auf der anderen Talseite deckt.
Auf dem größten Teil des Gebietes steht der Stubensandstein (Löwenstein-Formation) an. An den unteren Talflanken des Haldenbachs ab seinem gleichnamigen Zufluss von Gaishardt her streichen dann die Oberen Bunten Mergel (Mainhardt-Formation) aus, auf dem letzten halben Kilometer das Tales darunter auch noch der Kieselsandstein (Hassberge-Formation), in dessen Schichthöhe der Haldenbach mündet.
In den Taleinschnitten der höheren Bachabschnitte von Haldenbach und seinen Zuflüssen liegt auf dem Talgrund eingeschwemmtes und abgestürztes Gestein. Auf dem längsten Teil seiner Talrinne danach läuft der Haldenbach in einem Auenlehmstreifen.

## Natur und Schutzgebiete
Der Haldenbach läuft fast bis zuletzt in natürlichen Kleinmäandern zwischen Prall- und Gleitufern im Wald, meist in breiter Talsohle. Sein Lauf ist in der Regel etwas eingetieft und um anderthalb Meter breit, das Sediment im Bett ist sandig bis kiesig. Außer von einigen Nebenbächen, die halbmeter- bis meterbreit sind, erfährt er auch Zufluss von etlichen Hangquellen. Die umgebenden Wälder sind nahe der Talsohle von der Fichte dominiert, am Bachufer stehen oft Schwarzerlen.
Die Talsohle öffnet sich erst etwa dreihundert Meter vor der Mündung rechtsseits zu einer Nasswiese, dort begleitet den Bach eine Erlengalerie, die sich dicht vor der Mündung zu einem kleinen Erlenwäldchen weitet.
Ein schmaler Streifen am Ostrand des Einzugsgebietes liegt gerade noch in einem Wasserschutzgebiet, das für Wasserfassungen außerhalb im Frankenbach-Einzugsgebiet eingerichtet wurde. Auf den letzten Metern vor der Mündung fließt der Bach auf Adelmannsfeldener Gebiet im Landschaftsschutzgebiet Tal der Blinden Rot und im Naturpark Schwäbisch-Fränkischer Wald.

### LUBW
Amtliche Online-Gewässerkarte mit passendem Ausschnitt und den hier benutzten Layern: Lauf und Einzugsgebiet des Haldenbachs

Allgemeiner Einstieg ohne Voreinstellungen und Layer: Daten- und Kartendienst der Landesanstalt für Umwelt Baden-Württemberg (LUBW) (Hinweise)
1. 1 2 3 4  Höhe nach dem Höhenlinienbild auf dem Hintergrundlayer Topographische Karte.
2. 1 2 3 4 5  Höhe nach grauer Beschriftung auf dem Hintergrundlayer Topographische Karte.
3. 1 2  Länge nach dem Layer Gewässernetz (AWGN).
4. 1 2  Einzugsgebiet nach dem Layer Basiseinzugsgebiet (AWGN).
5. ↑  Seefläche nach dem Layer Stehende Gewässer.
6. ↑  Einzugsgebiet abgemessen auf dem Hintergrundlayer Topographische Karte.
7. 1 2 3 4  Länge abgemessen auf dem Hintergrundlayer Topographische Karte.
8. ↑  Seefläche abgemessen auf dem Hintergrundlayer Topographische Karte.
9. ↑  Schutzgebiete nach den einschlägigen Layern, Natur teilweise nach dem Layer Biotop.

### Andere Belege
1. ↑  Abfluss-BW - Daten und Karten
2. ↑  Hansjörg Dongus: Geographische Landesaufnahme: Die naturräumlichen Einheiten auf Blatt 171 Göppingen. Bundesanstalt für Landeskunde, Bad Godesberg 1961. → Online-Karte (PDF; 4,3 MB)
3. ↑  Geologie nach den Layern zu Geologische Karte 1:50.000 auf: Mapserver des Landesamtes für Geologie, Rohstoffe und Bergbau (LGRB) (Hinweise)